# Jan Basiński
Jan Basiński (ur. 13 grudnia 1933, zm. 9 stycznia 2008 w Częstochowie) – polski piłkarz i trener.

## Kariera
Był synem Mieczysława Basińskiego, zawodnika drużyny Racovii z 1921 roku i późniejszego działacza Rakowa, w piłkę w Rakowie grali też jego bracia Bolesław i Romuald. Początkowo był juniorem Rakowa, a od 1951 roku grał w drużynie seniorskiej jako prawoskrzydłowy. Był kapitanem zespołu. Z powodu ciężkiej kontuzji zakończył karierę piłkarską w 1965 roku. W 1966 ukończył studia trenerskie pierwszego oraz drugiego stopnia i dołączył do sztabu trenerskiego drugoligowego Rakowa. Prowadził drużynę na tym poziomie rozgrywek w roku 1980, następnie w latach 1981-84 oraz 1990-91 (w 1990 wywalczył z zespołem awans do II ligi). W latach 1991 – 1999 trenował trampkarzy. Poprowadził zespół w dwóch meczach I ligi w 1997 roku. Został pochowany na cmentarzu Rakowskim.
Od 2011 r. organizowany jest Memoriał im. Jana Basińskiego.
W marcu 2021 r. został w internetowym głosowaniu wybrany przez kibiców do jedenastki stulecia Rakowa.

## Sukcesy

### Raków Częstochowa

#### Zawodnik
- Mistrzostwo III ligiː 1962

#### Trener
- Mistrzostwo III ligiː 1989/1990